# Velika Polana
Velika Polana è un comune di 1 520 abitanti della Slovenia nord-orientale. 

## Geografia antropica

### Suddivisioni amministrative
Il comune di Velika Polana è suddiviso da 3 insediamenti (naselija):
- Brezovica
- Mala Polana
- Velika Polana